# باول هوفمان (صحفي)
باول هوفمان (بالإنجليزية: Paul Hoffman)‏ هو صحفي أمريكي، ولد في 1934.